# Katrina Miller
Katrina Miller (15 de septiembre de 1975) es una deportista australiana que compitió en ciclismo de montaña en las disciplinas de campo a través para cuatro y dual. Ganó tres medallas de plata en el Campeonato Mundial de Ciclismo de Montaña entre los años 2001 y 2005.

## Palmarés internacional
| Campeonato Mundial | Campeonato Mundial    | Campeonato Mundial | Campeonato Mundial    |
| Año                | Lugar                 | Medalla            | Competición           |
| ------------------ | --------------------- | ------------------ | --------------------- |
| 2001               | Vail (Estados Unidos) | Medalla de plata   | Dual                  |
| 2002               | Kaprun (Austria)      | Medalla de plata   | Campo a través para 4 |
| 2005               | Livigno (Italia)      | Medalla de plata   | Campo a través para 4 |